# Sophie Holten
Sophie Holten (Skuldelev, 1858-Roskilde, 1930) fue una pintora danesa que creó retratos, pinturas de flores y obras de género. Recordada en particular por sus retratos de August Strindberg y Laurits Andersen Ring. También participó activamente en trabajo social y el feminismo.

## Biografía
Nacida el 12 de agosto de 1858 en Skuldelev, Hornsherred, Holten era hija del párroco Hans Nicolai Holten (1829-1871) y Marenstine Smith (1830-1913). Recibió instrucción privada en pintura de Christen Dalsgaard en Sorø y más tarde de Carl Thomsen en Copenhague. Entre 1875 y 1876, asistió a la escuela de N. Zahle. Ya de joven Holten mostró confianza en sus propias habilidades lo que la animó a evitar el matrimonio.   
En 1879, se fue a París donde trató de asimilar los métodos de pintura más modernos de maestros como Félix-Joseph Barrias y Alfred Stevens. A su regreso a Dinamarca, expuso en la Exposición de Primavera de Charlottenborg en 1883. Poco después, regresó a París, exponiendo en el Salón (1886-1887). En la década de 1890, viajó a Holanda, Alemania, Italia, Inglaterra y Grecia. Holten exhibió su trabajo en el Palacio de Bellas Artes en la Exposición Mundial Colombina de 1893 en Chicago, Illinois y continuó exponiendo en Charlottenborg hasta 1904, presentando obras de género, retratos y pinturas de flores. Además de sus retrato de Strindberg, su Brudstykke af Parthenons Cellefrise (1901) y su pintura del Templo del Erechtheion (1904) llamaron la atención.
A finales de la década de 1880, escribió reseñas de artistas femeninas en Kvinden og Samfundet, que fue publicado por la Sociedad de Mujeres Danesas. También dio una conferencia sobre ropa, pidiendo un atuendo que liberara a las mujeres de su papel tradicional de ama de casa. Fue una de las fuerzas impulsoras detrás de la Exposición de Mujeres de Copenhague en 1895, apoyando una propuesta para un edificio de exhibición de mujeres (aunque esto no se realizó hasta 1936). Más tarde, después de un período en Asís, Italia, Holten se convirtió en católica. Se instaló en Roskilde con su amigo Erikke Rosenørn-Lehn y decoró la iglesia de St Laurenti de la ciudad.  
Está enterrada en el cementerio de la antigua iglesia de Nuestra Señora de la ciudad.

## Premios y reconcocimientos
Recibió el premio Medalla Pro Ecclesia et Pontifice por la decoración de la iglesia de St Laurenti en Roskilde.